# 7146 Konradin
7146 Konradin eller 3034 P-L är en asteroid i huvudbältet som upptäcktes den 24 september 1960 av den nederländsk-amerikanske astronomen Tom Gehrels och det nederländska astronomparet Ingrid van Houten-Groeneveld och Cornelis Johannes van Houten vid Palomarobservatoriet. Den är uppkallad efter den österrikiske astronomen Konradin Ferrari d'Occhieppo.
Den tillhör asteroidgruppen Eos.